# جونيور ديلغادو
جونيور ديلغادو (بالإنجليزية: Junior Delgado)‏ هو مغني جامايكي، ولد في 25 أغسطس 1958 في كينغستون في جامايكا، وتوفي في 11 أبريل 2005 في لندن في المملكة المتحدة.

## وصلات خارجية
- جونيور ديلغادو على موقع ميوزك برينز (الإنجليزية)
- جونيور ديلغادو على موقع ديسكوغز (الإنجليزية)